# Juraj Palkovič (Kanoniker)
Juraj Palkovič, auch Jur Palkovič oder magyarisiert György Palkovics (* 24. April 1763 in Veľké Chlievany, Komitat Trentschin, Königreich Ungarn, heute Slowakei; † 21. Januar 1835 in Esztergom), war ein slowakischer Kanoniker, Übersetzer und Mäzen.

## Werdegang

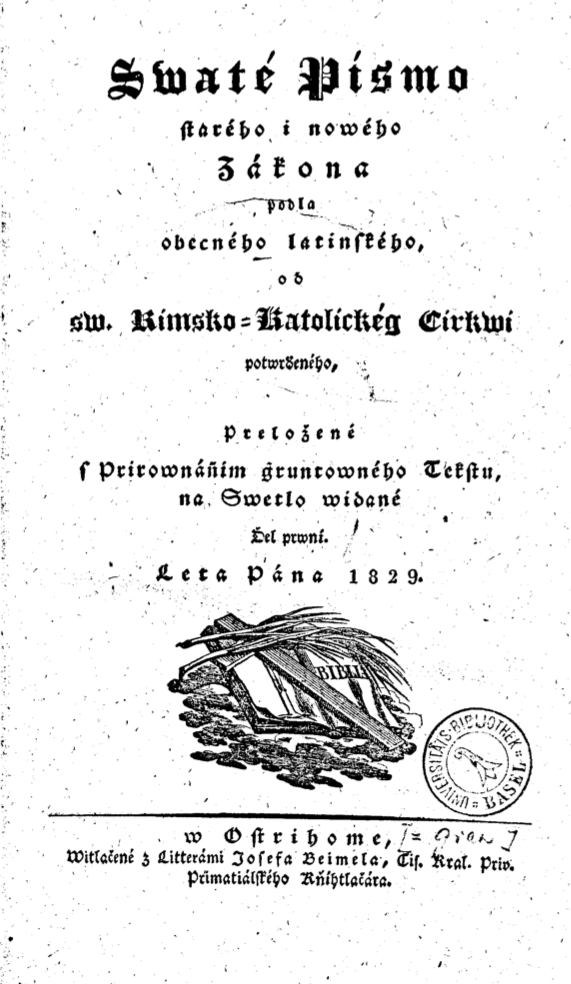
Titelseite von Palkovičs Übersetzung der Bibel in die Bernolák-Schriftsprache

Palkovič wuchs ab dem Alter von zehn Jahren im kleinen Ort Doľany (damals slowakisch Ompitál oder deutsch Ottental genannt) nördlich der damaligen Hauptstadt des Königreichs Ungarn, Pressburg, auf und besuchte zuerst ein piaristisches Gymnasium in St. Georgen, später ein Seminar in Tyrnau, das Pazmaneum in Wien und das Pressburger Generalseminar. Nach seiner Priesterweihe im Jahr 1788 wirkte er als Kaplan in Dilln und Bösing, später als Studienpräfekt am Pressburger Generalseminar und lehrte 1800–1820 Ethik und Kirchenrecht am Tyrnauer Seminar. Inzwischen wurde er 1816 Kanoniker des Erzbistums Gran. Nach der Umsiedlung des Kapitels nach Esztergom arbeitete er dort bis zu seinem Tod am 21. Januar 1835.
Palkovič war ein Verfechter der von Anton Bernolák kodifizierten slowakischen Schriftsprache und unterstützte als Mäzen die in diesem Standard schreibenden slowakischen Literaten, vor allem Ján Hollý. Mit Hilfe des Graner Erzbischofs Alexander Rudnay konnte Palkovič 1825–1827 das noch von Bernolák angefangene Wörterbuch Slowár Slowenskí, Česko-Laťinsko-Ňemecko-Uherskí [Slowakisches Tschechisch-lateinisch-deutsch-ungarisches Wörterbuch] herausgeben. Sein Lebenswerk ist jedoch die vollständige Übersetzung sowohl des Alten als auch des Neuen Testaments in die Bernolák-Schriftsprache, er gab dieses Werk 1829 und 1832 in zwei Bänden im Selbstverlag heraus.